# Capasa venusa
Capasa venusa là một loài bướm đêm trong họ Geometridae.